# 5989 Sorin
5989 Sorin (1976 QC1) là một tiểu hành tinh vành đai chính được phát hiện ngày 26 tháng 8 năm 1976 bởi N. S. Chernykh ở Nauchnyj.